# Abortion
Abortion (v překladu z angličtiny potrat) je slovenská crust/death/grindová hudební skupina založená v roce 1989 v Nitře původně pod názvem F.O.D. (Face Of Death). Jeden ze zakládajících členů Anton Varga (alias Lepra) je rovněž vydavatelem undergroundového fanzinu Death Fist’s zine.
Členové kapely jistou dobu pobývali v Dánsku.
V roce 1992 vyšlo první demo Impurity... Perversity... Love?? a v roce 1998 první dlouhohrající nahrávka s názvem Murdered Culture.

## Diskografie

### Dema
- Impurity... Perversity... Love?? (1992)
- Godmaggots (1993)
- Senze of Humor (1996)
- Charity (1997)

### Alba
- Murdered Culture (1998)
- The Truth Hurts (2000)
- Have a Nice Day (2002)
- Gonna Be Worse (2004)
- The Gonzo Music (2006)
- Konvert (2014)
- All You Need Is Hate (2017)
- No Lives Matter (2020)

+ několik split nahrávek